# Rhétie
Pour l’article homonyme, voir Canton de Rhétie.

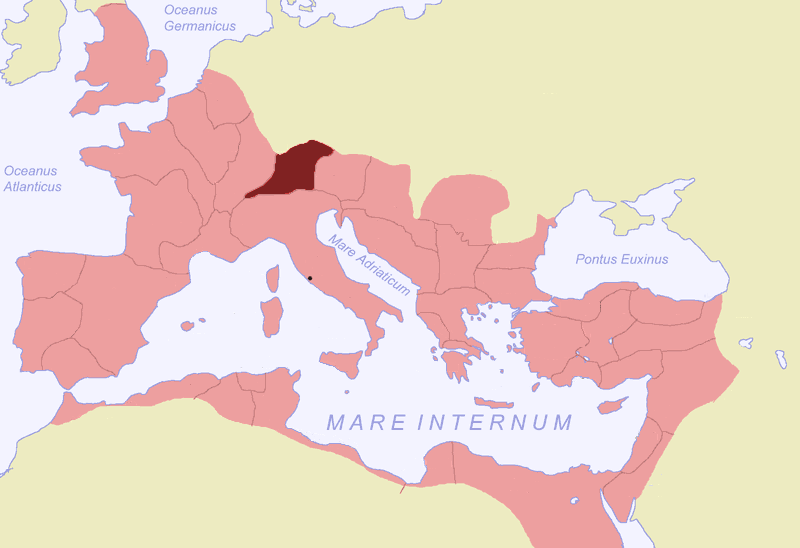
La Rhétie dans l'Empire romain, vers 120.

La Rhétie, aussi appelée Rhétie-Vindélicie, était une province de l'Empire romain, habitée dans le Tyrol par les Rhètes et en Bavière par les Vindéliciens ; elle correspond de nos jours aux cantons actuels des Grisons et du Valais, au Tyrol, au Vorarlberg, au Sud de la Bavière, à l'Est du Wurtemberg et au Nord de la Lombardie (Valteline). Conquise en 15 av. J.-C. par Drusus et Tibère, la province impériale de Rhétie est divisée au IVe siècle entre la Rhétie I (capitale Coire) et la Rhétie II (capitale Augusta Vindelicorum). Excentrée et peu développée économiquement, la Rhétie est une proie facile pour les Alamans qui occupent le territoire avant d'envahir la rive gauche du Rhin pour y créer leur propre royaume. Au Ve siècle, elle est envahie par les Alains et les Vandales avant d'être prise par Théodoric, roi des Ostrogoths. Elle est occupée au début du VIe siècle par les Bavarii qui y créent le premier duché de Bavière, lequel sera annexé par Charlemagne. Des îlots de romanisation persistent pendant quelques siècles autour de l’évêché d'Augsbourg et jusqu’à nos jours en Suisse dans le canton des Grisons, antérieurement appelé canton de Rhétie, où subsiste une langue latine, le « rhéto-roman » ou « romanche ».

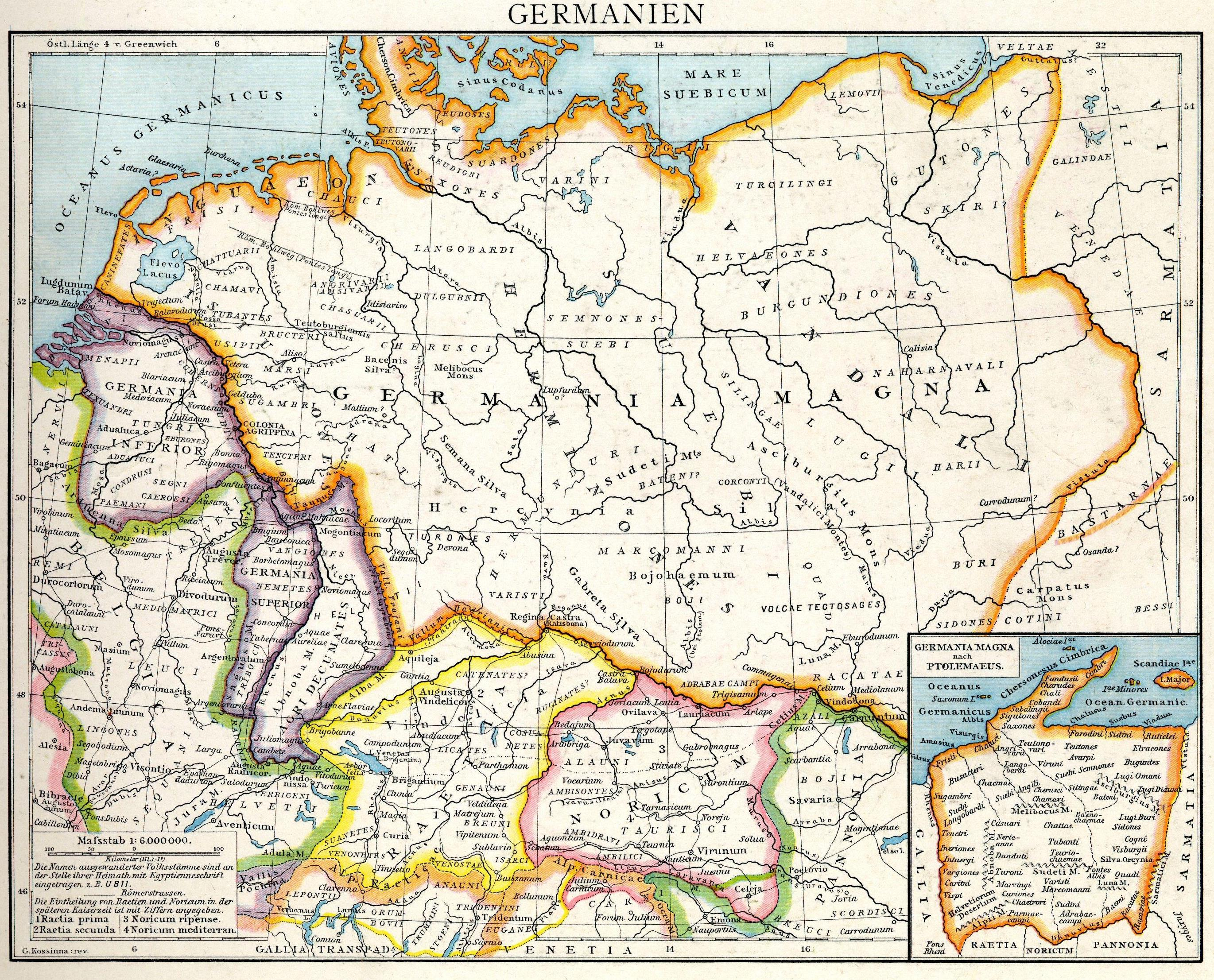
Carte des provinces romaines (en jaune la Rhétie) d'après lHistoricher Handatlas de Droysen, 1886.

## Géographie
La frontière nord de la province constituait également la frontière entre l’Empire romain et la Germanie connue sous le nom Germania Magna. À l'ouest, la Rhétie était limitrophe de la province de la Gaule belgique (Gallia Belgica), puis après sa division sous Domitien (81-96) à la Germanie supérieure ou Haute-Germanie (Germania superior), qui devint la Séquaine (Maxima Sequanorum). Plus au sud-ouest, elle touchait les Alpes pennines (Vallis Poenina ou Alpes Graiae et Poeninae). À l’est elle faisait frontière avec la Norique (Noricum). Au sud se trouvait le diocèse d’Italie qui comprenait les Alpes cisalpines (Gallia transpadana), la Vénétie (Venetia) et l’Istrie (Histria).

## La conquête romaine

### Les premiers habitants

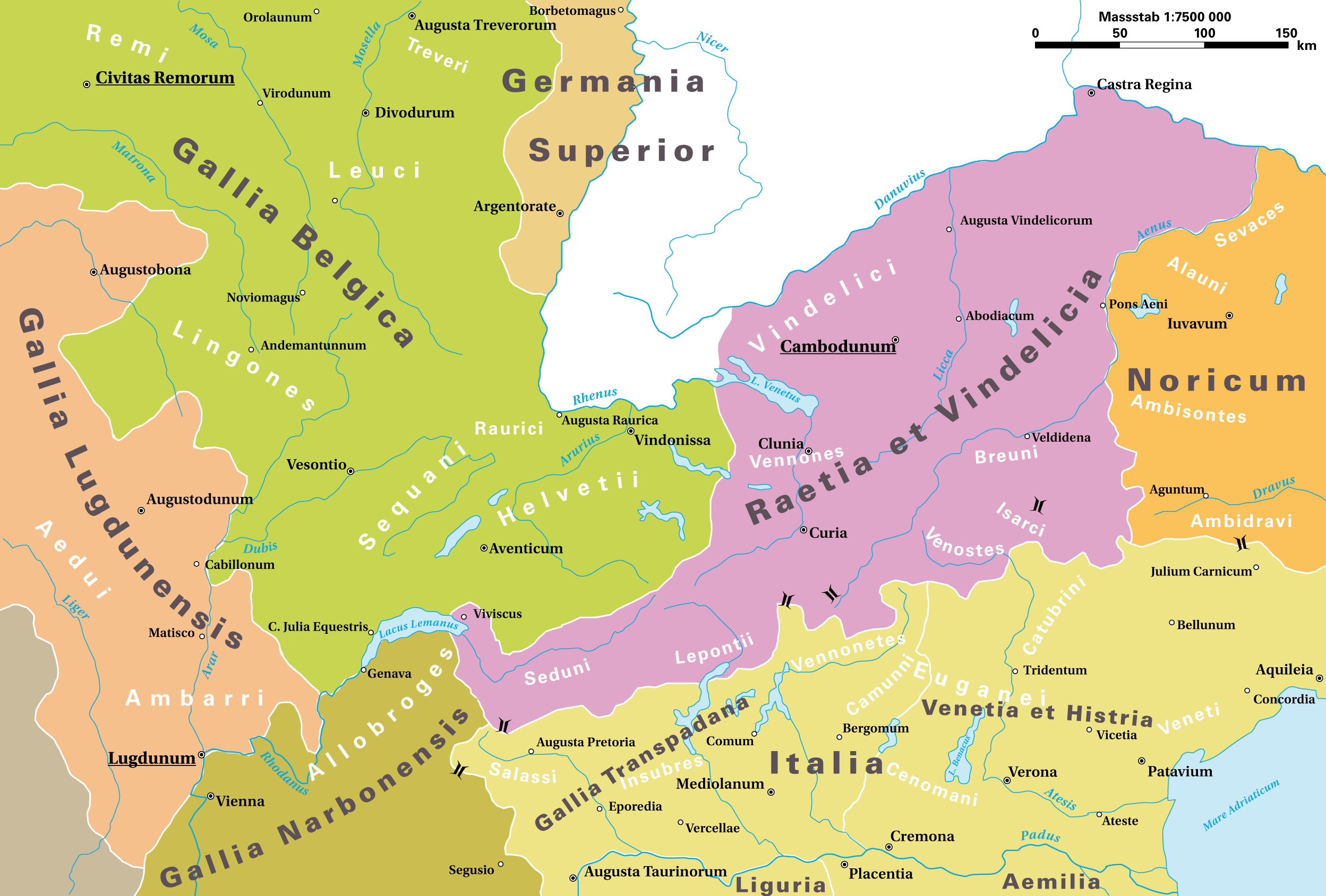
Les provinces romaines des Alpes à la mort d'Auguste.

Les noms de la province ainsi que ceux de ses subdivisions subséquentes et de ses capitales administratives reflètent les noms des tribus qui, selon les sources romaines, habitaient la majeure partie de la province c’est-à-dire les Rhètes pour la Rhétie et les Vendéliques (aussi appelés Vindélices ou Vindéliciens) pour la Vendélique avant la conquête de ces territoires par Drusus et Tibère lors de la bataille de Constance en 15 av. J.-C..
Les Rhètes étaient établis au nord de la ligne Côme-Vérone dans les Alpes. Certains auteurs dans l’Antiquité les croyaient apparentés aux Étrusques, ce que tend à confirmer de nos jours diverses analyses comparées d’inscriptions étrusques et rhètes. Cependant, on exclut maintenant l’hypothèse qu’il se fût agi d’un peuple celte (ou même non indo-européen). Les auteurs romains les décrivent comme « guerriers », enclins à faire des razzias chez les peuples voisins, ce qui paraît un motif insuffisant pour expliquer les campagnes militaires romaines dans les Alpes.

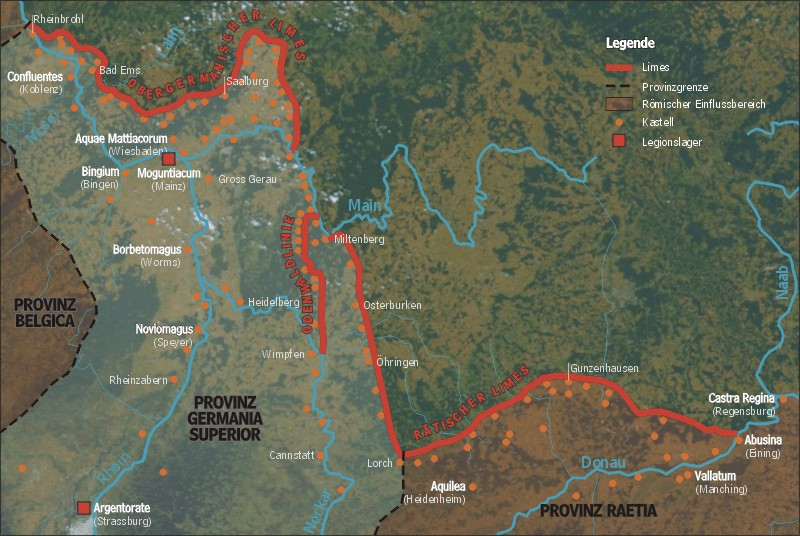
Limes de Germanie et Rhétie (autre présentation).

Sur le même territoire auraient également habité des Celtes comme les Venostes (dans l’actuel Vinschgau) ou les Vénètes (peuple indo-européen mais non celte) qui auraient donné leur nom à la Vénétie (arrière-pays de Venise), quoique la région du Bodensee (Lac de Constance) soit parfois aussi appelé Lacus Venetus.
Au cours de son expédition dans les Alpes, Drusus rencontra en 15 av. J.-C. les Breuni qui devaient donner leur nom au Col de Brenne. Strabon les décrit comme des Illyriens (peuple indo-européen mais non celte). Du point de vue archéologique, ceux-ci peuvent aussi être assimilés aux Rhètes, lesquels furent pendant un certain temps considérés comme un mélange de Celtes et d'Illyriens (contrairement aux dernières analyses linguistiques). Il serait effectivement possible d’affirmer que les Breuni tout comme les Vénètes pourraient avoir été des ethnies apparentées aux Rhètes selon les différentes interprétations possibles du concept « Rhètes ».
Les Vindéliciens (aussi appelés Vindéliques ou Vindélices) étaient établis dans ce qui est aujourd’hui le Vorarlberg et l'Allgäu et leur territoire s’étendait possiblement jusqu'à l'Inn et au Danube. Les conquérants romains les considéraient comme des Celtes. Plusieurs tribus étaient inféodées aux Vendéliciens parmi lesquelles les Brigantii (dans la région de Bregenz), les Estiones (région de Kempten), les Licates (vallée du Lech) et plus à l'est les Catenates, les Cosuanetes et les Rucinates. Tout comme les Rhètes et les Breuni, ils étaient considérés comme particulièrement belliqueux et voleurs. 
Une des pierres du Tropaeum Alpium (Trophée des Alpes) érigé près de ce qui est aujourd’hui Monaco donne la liste des peuples des Alpes occidentales soumis par Auguste (les Rhètes n'y figurent donc pas), liste que Pline l'Ancien a retranscrite de la façon suivante :

« IMP • CAESARI DIVI FILIO AVG • PONT • MAX • IMP • XIIII • TR • POT • XVII • S • P • Q • R • QVOD EIVS DVCTV AVSPICIISQVE GENTES ALPINAE OMNES QVAE A MARI SVPERO AD INFERVM PERTINEBANT SVB IMPERIVM P • R • SVNT REDACTAE • GENTES ALPINAE DEVICTAE TRVMPILINI • CAMVNNI • VENOSTES • VENNONETES • ISARCI • BREVNI • GENAVNES • FOCVNATES • VINDELICORVM GENTES QVATTVOR • COSVANETES • RVCINATES • LICATES • CATENATES • AMBISONTES • RVGVSCI • SVANETES • CALVCONES • BRIXENETES • LEPONTI • VBERI • NANTVATES • SEDVNI • VARAGRI • SALASSI • ACITAVONES • MEDVLLI • CENNI • CATVRIGES • BRIGIANI • SOGIONTI • BRODIONTI • NEMALONI • EDENATES • VESVBIANI • VEAMINI • GALLITAE • TRIVLLATI • ECDINI • VERGVNNI • EGVITVRI • NEMATVRI • ORATELLI • NERVSI • VELAVNI • SVETRI »

Traduction :

« À Auguste, fils du divin imperator César, grand pontife, imperator pour la XIVe fois, investi de la puissance tribunitienne pour la XVIIe fois, le Sénat et le Peuple romain ont fait ce monument, en mémoire de ce que, sous ses ordres et ses auspices, tous les peuples alpins, qui s'étendaient de la mer Supérieure jusqu'à la mer Inférieure, ont été placés sous domination. Peuples alpins vaincus : les Triumpilins, les Camunes, les Vénostes, les Vennonètes, les Isarciens, les Breunes, les Génaunes, les Focunates, quatre nations vindéliciennes, les Consuanètes, les Rucinates, les Licates, les Caténates, les Ambisuntes, les Rugusces, les Suanètes, les Calucons, les Brixentes, les Lépontiens, les Ubères, les Nantuates, les Sédunes, les Véragres, les Salasses, les Acitavons, les Médulles, les Ucènes, les Caturiges, les Brigians, les Sogiontiques, les Brodiontiques, les Nemaloni, les Édenates, les Ésubiens, les Véamins, les Gallites, les Triulattes, les Ectins, les Vergunni, les Éguitures, les Némentures, les Oratelles, les Néruses, les Vélaunes, les Suetrii. »

### La progression vers le Danube après 25 av. J.-C.
La frontière nord de la province de Gaule cisalpine dans le nord de l’Italie fut progressivement repoussée à partir de 25 av. J.-C. des vallées de l’Adda et de l’Adige jusqu’à ce qui est aujourd'hui Bolzano dans le Haut Adige. Le général romain Drusus conduisit une armée en 15 av. J.-C. par les cols de Brenne et de Resia sur le territoire au nord des Alpes après avoir vaincu une forte résistance des Isarques du Valle Isarko près de Trente. La même année, Tibère (son frère et futur empereur), se dirigea vers le lac de Constance par la vallée du Rhin où il dut faire face aux Vindéliciens. Selon Strabon, la bataille se déroula sur une île située au milieu du lac.
En 51 av. J.-C., Jules César avait déjà fait du Rhin la frontière naturelle de l’Empire romain. De 35 à 28 av. J.-C., Octave et Marcus Licinius Crassus repoussèrent cette frontière jusqu'aux Balkans et au Danube. L'année suivante, Octave devenait Auguste. Il conçut le plan de relier ces deux fleuves et d'en faire une défense naturelle pour l’Italie,. L’invasion de l’an 15 av. J.-C. réussit également à soumettre le royaume celte de Norique à l'est de la Rhétie ; dans les années 12 et 9 av. J.-C., Drusus et Tibère envahirent la Pannonie, voisine de la Rhétie. Les Romains s’établissaient ainsi sur le Danube qui prolongera dans les siècles subséquents la frontière du Rhin.

### Création et expansion de la province,IeretIIesiècles

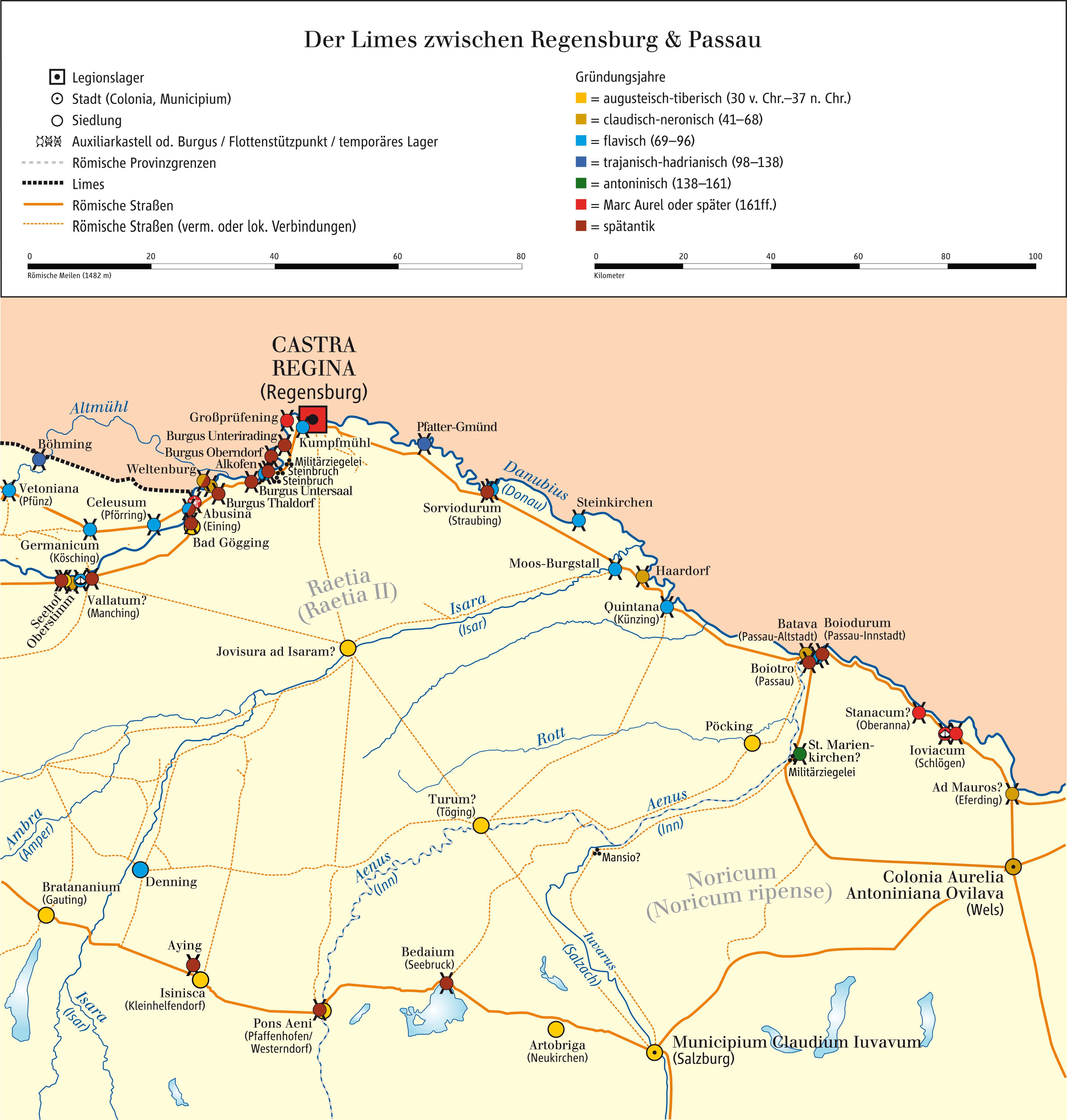
Limes du Danube Regensburg-Passau.

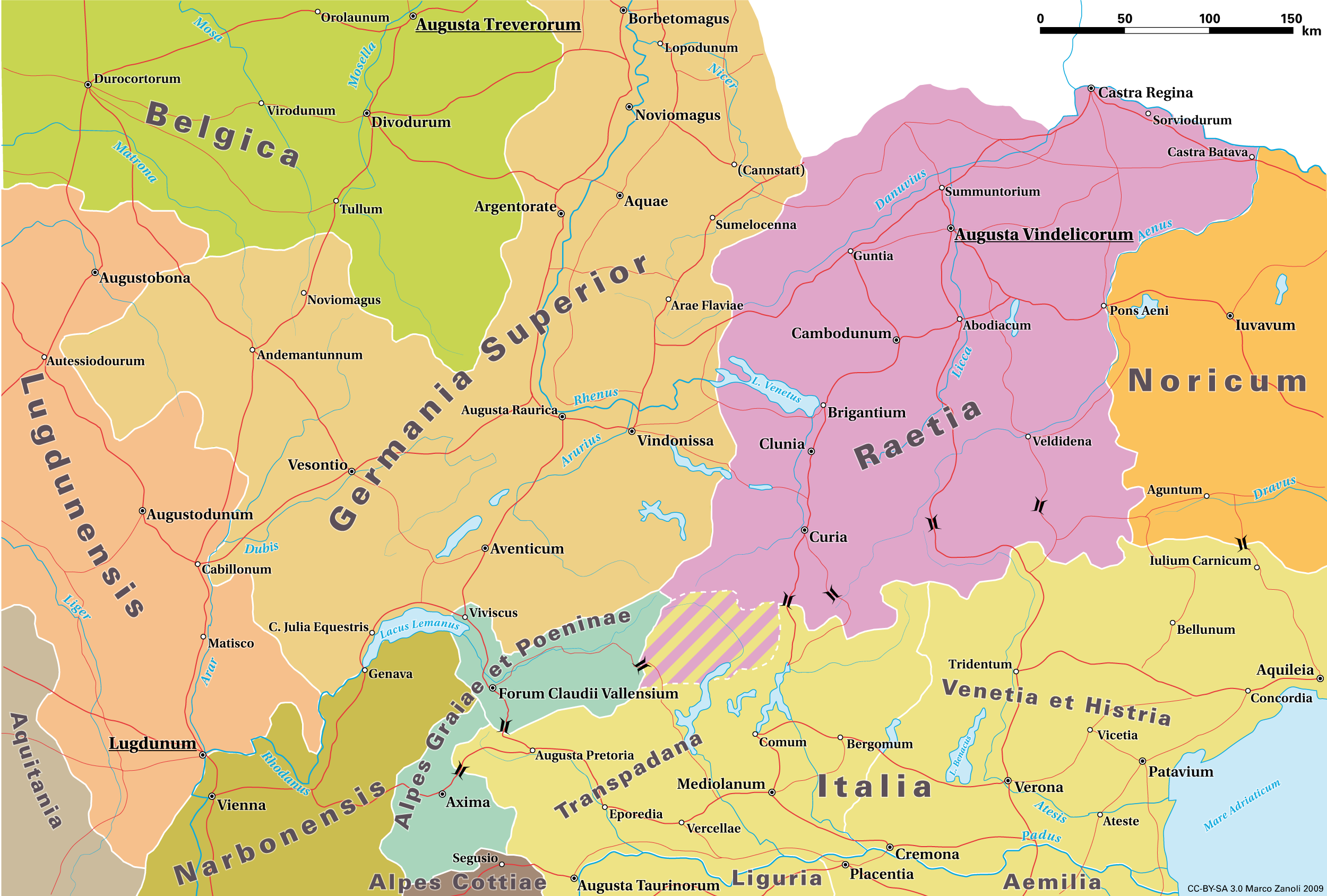
Provinces romaines des Alpes vers 150 apr. J.-C.

Sous le règne de l’empereur Tibère (14-37 apr. J.-C.) ou sous celui de Claude (41-54 apr. J.-C.), les territoires situés entre la partie occidentale du lac de Constance, le Danube et l’Inn, de même que le nord du Tyrol, furent réunis, d’abord en un district militaire, puis en une province qui prit le nom de « Rhétie et Vindélicie », et par la suite de « Rhétie ». Sous l’empereur Claude, pour défendre la frontière du Danube, fut construite une série de châteaux forts sur la rive sud du fleuve allant de sa source jusqu'aux environs de Ravensbourg, appelée Via iuxta Danuvium. Elle était reliée directement à Augsbourg et au Nord de l'Italie par la Via Claudia. Vers 43, le Valais qui faisait partie de la province en fut détaché pour former la province dite Vallis Paenina (Alpes pennines) souvent reliée aux Alpes Graiae (Alpes grées).
Dans les années subséquentes, la Rhétie se développa en annexant progressivement le territoire dit des Champs Décumates entre le Rhin et le Danube (voir cartes). À partir de Domitien (81-96), on entreprit la construction du limes de Rhétie (Rätischen Limes en allemand), frontière protégeant les territoires revendiqués par Rome non signalée par des cours d’eau ou autres caractéristiques géographiques identifiables. Vers 90, fut construit le camp fortifié de Gunzenhausen, le point le plus au nord du limes, aujourd’hui en Bavière. La construction fut achevée sous Antonin le Pieux (138-161).
Ainsi, la Rhétie s'étendit non seulement pour couvrir le territoire des Vindéliciens et plus au nord sur le territoire où s'étaient vraisemblablement établis les Rhètes, mais également et encore plus peut-être au sud de la vallée de la Inn dans les territoires proprement italiens (l’ancienne Gallia cisalpina). C’est ainsi qu’elle annexa la Valteline (vallée de la rivière Adda et de ses affluents) qui forma plus tard la province de Gallia transpadana et la région connue aujourd'hui comme le Trentin-Tyrol du sud, divisée par la suite pour constituer la Vénétie et l’Istrie. Ces derniers faisaient déjà partie des territoires conquis avant le passage des Alpes en 15 av. J.-C.).
C’est probablement sous l’empereur Trajan (98-117), que la ville d'Augusta Vindelicorum (ou Augusta Vindelicum, aujourd’hui Augsbourg) devint la capitale de la Rhétie. On croit que le siège du gouverneur était jusqu'à cette date situé à Cambodunum, aujourd’hui Kempten. Une légion romaine (Legio III Italica) y fut stationnée sous l’empereur Marc Aurèle, au plus tard en 180. Le gouverneur fut au siècle suivant un sénateur ayant rang de légat d'Auguste propréteur.

### Liste de villes et agglomérations
- Alae (Aalen)
- Arbor Felix (Arbon (Thurgovie))
- Abodiacum (Epfach, Denklingen)
- Aquileia (Heidenheim an der Brenz)
- Augusta Vindelicorum (Augsbourg)
- Ausugum (Borgo Valsugana)
- Bauzanum or Pons Drusi (Bolzano)
- Belunum (Belluno)
- Bilitio (Bellinzona, Bellinzone)
- Brigantium (Bregenz, Brégence)
- Cambodunum (Kempten (Allgäu))
- Castra Batava (Passau)
- Castra Regina (Regensburg, Ratisbonne)
- Clavenna (Chiavenna)
- Clunia (Feldkirch (Vorarlberg) ou Balzers, Liechtenstein)
- Curia (Chur, Coire)
- Endidae (Neumarkt, Egna)
- Feltria (Feltre)
- Foetes (Füssen)
- Guntia (Günzburg, Guntzbourg)
- Gamundia Romana (Schwäbisch Gmünd)
- Oscela (Domodossola)
- Parthanum (Garmisch-Partenkirchen)
- Sebatum (San Lorenzo di Sebato)
- Sorviodurum (Straubing)
- Sublavio (Waidbruck, Ponte Gardena)
- Tridentum (Trente)
- Veldidena (Wilten, Innsbruck)
- Vipitenum (Sterzing, Vipiteno)

### L’invasion des Alamans,IIIesiècle

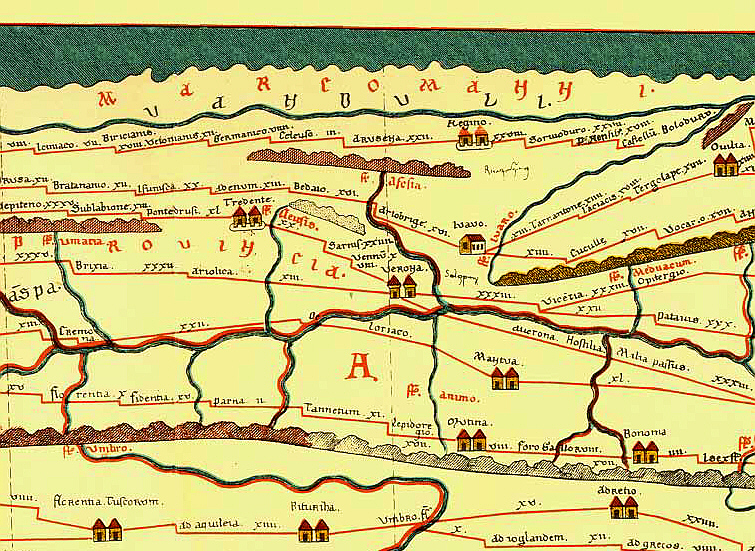
(Abusina) sur la Table de Peutinger.

À partir du IIIe siècle, la Rhétie se trouva directement exposée aux attaques germaniques, principalement des Alamans. Lors des premiers affrontements en 213 et, par la suite, en 233-235, Caracalla puis Maximin le Thrace leur infligèrent des défaites telles qu'ils mirent une génération avant d'attaquer de nouveau.
Toutefois, la crise que traversa l’empire au IIIe siècle conduisit à une retraite des points les plus avancés de la frontière. Les troupes stationnées en Rhétie furent réduites pour aller rejoindre les forces combattant les Goths et les Sassanides à l'est de l’empire. En 258, les Alamans détruisirent les fortins du limes rhéno-danubien et lancèrent des raids dévastateurs en Gaule, en Espagne et en Italie. Au printemps 259, Gallien les battit près de Milan, mais dut leur abandonner les Champs Décumates : les Alamans s'installèrent dans ce saillant d'où ils passèrent facilement le Rhin ou le Danube menaçant directement la Gaule de l'Est, la Rhétie et l'Italie du Nord. La frontière fut progressivement ramenée de facto au Danube au nord, à l'Iller à l'ouest jusqu'au lac de Constance et au Haut-Rhin. Les troupes qui y furent stationnées près de Güntzbourg y demeurèrent jusq'à ce qu’Odoacre ordonne leur départ en 488.

### La division de la province,IVesiècle

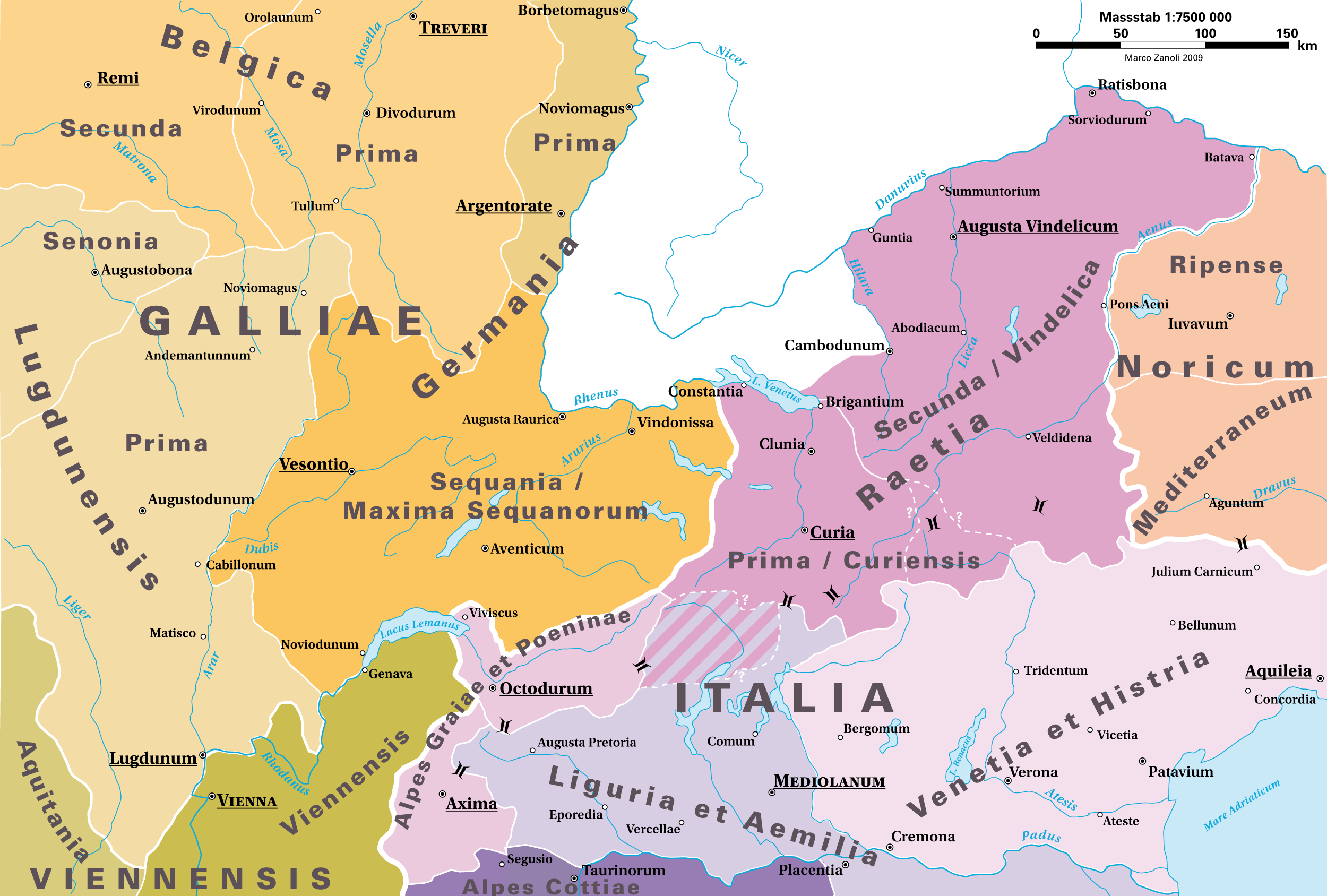
Les provinces romaines des Alpes et leurs diocèses vers 395.

Au IVe siècle, les Alamans dirigèrent leurs assauts vers la rive gauche du Rhin où ils fondèrent le royaume alaman, offrant ainsi un répit à la Rhétie.
Lors de la réforme de l’empire par Dioclétien cette province fut incorporée dans le diocèse d’Italie et divisée en deux : Raetia prima (Curiensis) et Raetia secunda (Vindelica). Elles furent dès lors mises sous la juridiction d'un dux (Dux Raetiae) et régies par deux gouverneurs de moindre rang (Praesides) ayant respectivement leur siège à Curia (Coire en Suisse) et Augusta Vindelicorum (Augsbourg en Allemagne).
La limite précise entre les deux territoires n’apparaît pas clairement dans les textes. Si l’on se fie aux recherches conduites au XIXe et au début du XXe siècle, la Raetia secunda comprenait les Préalpes entre l'Iller, le Danube et l'Inn alors que la Raetia prima englobait les Grisons, les Alpes du nord jusqu'à Kufstein et les Alpes centrales autrichiennes jusqu'à la Ziller. On est maintenant certain que les Grisons appartenaient à la Raetia prima, alors que les Préalpes à l'est de l'Iller appartenaient à la Raetia secunda. Le doute subsiste toutefois quant aux régions appartenant de nos jours à l'Autriche et au Sud-Tyrol.

### Les Alamans sur la Lech, les Francs, les Ostrogoths et les Bavarois,VeetVIesiècles
Au cours du Ve siècle, des Vandales  et des Alains qui fuyaient les Huns envahirent la Rhétie et la Norique. Stilicon les battit et les installa comme fédérés dans le Nord de l’Italie. Les fortifications établies sur le Danube furent progressivement abandonnées, les Romains n’ayant plus les moyens de défendre la Rhétie, et les fédérés qui, au terme du foedus, auraient dû fournir des soldats s’abstenant, leur solde n’étant pas payée. Selon la Vita Sancti Severini, les garnisons encore en large partie romaines de Quintanis (Künzing) et Batavis (Castra Batava, Passau) quittèrent la Raetia secunda vers 470, sous la pression d’attaques constantes de la part des Alamans, ce que confirme les découvertes archéologiques.
À partir des années 500, la colonisation alamanne s’intensifia dans les régions où était demeurée une population fortement romanisée comme en témoigne nombre de noms de lieux et de rivières. Ils se heurtèrent bientôt aux Francs : Clovis les battit définitivement à la bataille de Tolbiac (aujourd’hui Zülpich en Rhénanie-du-nord/Westphalie) en 496/497. Leurs possessions passèrent progressivement aux mains des Francs ce qui entraina leur exode des Gaules vers la Rhétie tombée entretemps aux mains des Ostrogoths.
Théodoric accueillit les Alamans en Rhétie et plaida leur cause auprès de Clovis tout en se servant d’eux comme d’une menace contre son beau-frère et en incorporant cette région dans son royaume.

## La Rhétie après la période romaine
Le territoire habité par les Alamans s’étendit progressivement de l’Iller jusqu’au-delà de la Lech. À l’est de la Lech, la plupart des historiens et archéologues modernes s’entendent pour dire que l’on trouvait les Vindéliciens celtes, une population civile romaine, des Alamans qui y avaient immigré ainsi que divers groupes d’origine germanique comme les Marcomans, une nouvelle tribu germanique, les Bavarii ou Bavarois.
La défaite du royaume des Ostrogoths par l’empereur Justinien en 540 conduisit à un affaiblissement sensible des liens entre la Rhétie transalpine et l’Italie qui fit perdre à la culture romaine et à la langue latine leur influence. Sur le plan géographique, l’invasion bavaroise lui enleva la province d’Augsbourg, de telle sorte que la Rhétie se réduisit à la seule province de Coire (en allemand Chur) où un évêché avait été fondé vers la fin du IVe siècle.
L’affaiblissement du pouvoir des Mérovingiens dans la deuxième moitié du VIIe siècle permit à la Rhétie, excentrée et peu développée, d’acquérir une certaine autonomie sous la conduite de la famille Zaccon/Victorides qui exerça à la fois les fonctions civiles et religieuses (praeses et évêque). Charlemagne l’éleva au rang de comté et le reciarum comes ou comte des Rhétie remplaça le praeses. Peu après, les pouvoirs du comte furent transférés à l’évêque de Coire. Par le traité de Verdun, la Rhétie fut attribuée au royaume franc de l’Est et le diocèse de Coire, centre religieux de la région, passa de la juridiction de Milan à celle de Mayence, ce qui accéléra la germanisation et le passage du latin vulgaire au rhéto-romanche.

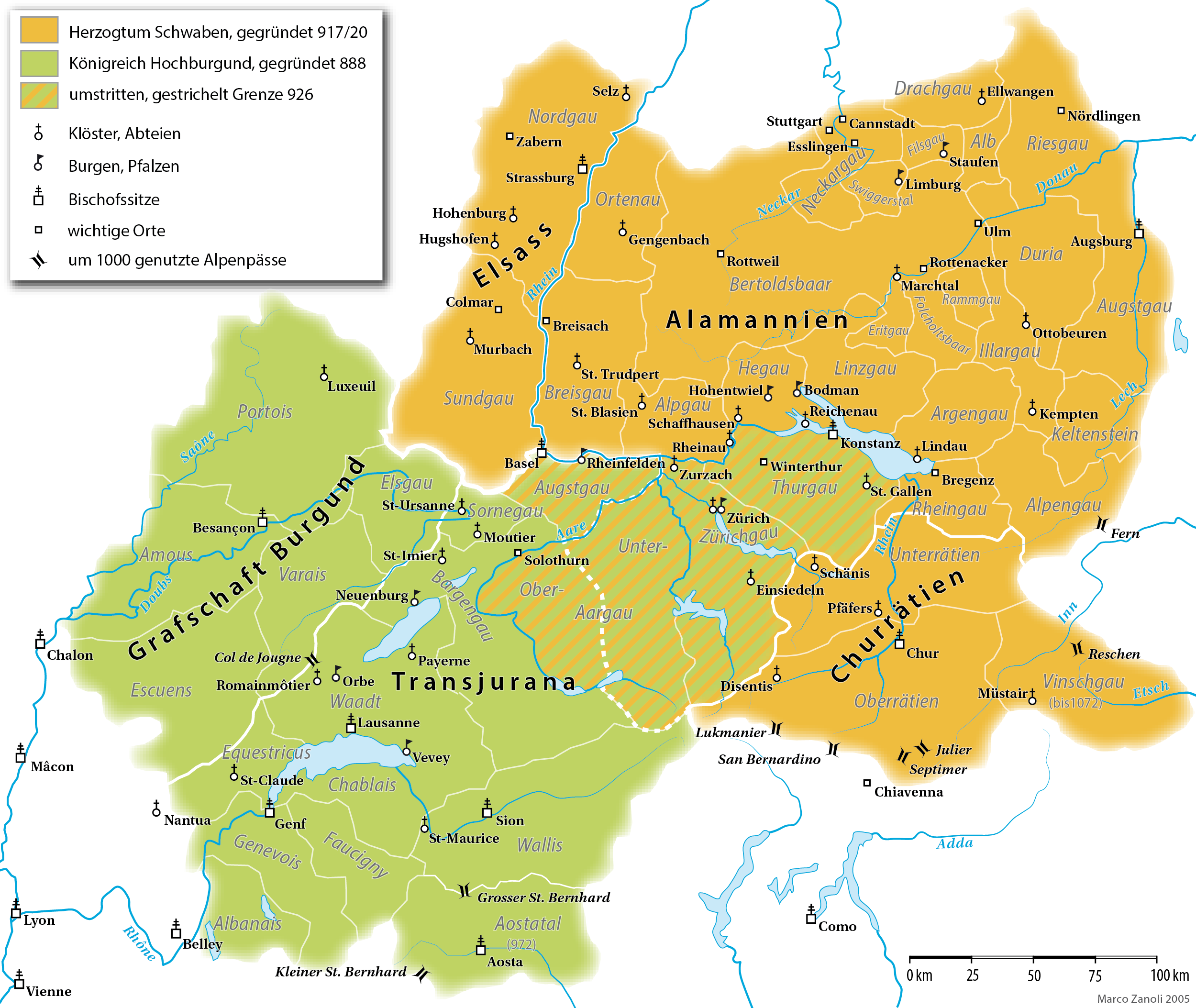
Le duché des Alamans et le royaume des Burgondes au Xe siècle.

Cette période se termina lorsque Hunfrid, margrave d’Istrie, devint comte en 807. Ses héritiers réussirent à s’élever suffisamment pour que Burchard II (919-926) devienne duc de Souabe. Incorporée au duché de Souabe, la Rhétie perdit alors son identité propre et fut divisée en trois comtés : Basse-Rhétie, Haute-Rhétie et val Venosta qui furent à nouveau divisés au XIIe siècle. En Haute-Rhétie se développèrent aux XIVe et XVe siècles les « Trois Ligues » ou « Ligues rhétiques ». Cette ligue fut fondée pour combattre les influences extérieures, notamment celle de l’évêque de Coire. Elle était formée de la Ligue de la Maison-Dieu, de la Ligue grise (qui donna son nom au canton des Grisons) et de la Ligue des Dix-Juridictions. En 1499, les Trois Ligues combattirent les Habsbourg aux côtés de la Confédération suisse dans la guerre de Souabe. En 1518, les Trois Ligues règlent leurs relations avec les Habsbourg dans un contrat, signé par l'empereur Maximilien, qui resta en vigueur jusqu'en 1798. Les dernières traces de la juridiction de l'évêché de Coire furent abolies en 1526.
Après avoir été intégrées à la République cisalpine par Napoléon Ier, la République helvétique invita les Trois Ligues en 1798 à devenir membre de la confédération sous le nom de « canton de Rhétie ou des Grisons ».
L’Acte de Médiation de 1803 créa un nouveau canton des Grisons en incorporant à l’ancien canton de Rhétie les seigneuries de Haldenstein et de Tarasp ainsi que le quartier épiscopal de Coire. En 1815, l'Autriche  céda au canton des Grisons la seigneurie de Rhäzüns (en allemand : Herrschaft Rhäzüns), qu'il avait cédée à la France, par l'article 3 du traité de Vienne. Mais l'Acte final du Congrès de Vienne ne restitua pas la Valteline au canton des Grisons, celle-ci étant cédée à l’Autriche.

## Source
- (de) Cet article est partiellement ou en totalité issu de l’article de Wikipédia en allemand intitulé « Raetia » (voir la liste des auteurs).